# Обреновац
Обреновац је градско насеље у градској општини Обреновац у граду Београду. Налази се на ушћу реке Колубаре у реку Саву, недалеко од главног града. Обреновац је кроз своју историју претрпео спаљивање и многобројне поплаве. Једно од паљења било је 1815. године после Битке на Палежу. Поседује преко четири основне школе и три средње. Једна од њих је надалеко позната Гимназија у Обреновцу која има традицију дугу преко деведесет година. Добио је име указом кнеза Милоша од 7. децембра 1859. године, старо име је било Палеж. Према попису из 2022. има 25.380 становника (према попису из 2011. било је 25.429 становника). Обреновац је један од главних пословних центара Србије, првенствено због два гиганта за производњу енергије, ТЕ Никола Тесла I и II, који снабдевају Србију са преко 60% електричне енергије.

## Историја

### Први помени и први период османске власти (крај 17. века-1718)
Није познато када је Палеж основан. Верује се да је основан за време османске власти, и могуће је да је поникао у слично време када и Уб (почетком 18. века), будући да је служио истој сврси (чувању комуникација између Београда и Шапца). На картама Бакома Кантелија и још једног непознатог аутора из 1689. године Палеж није уцртан. Тек једна безимена карта настала око 1700. године има уцртано насеље Palos на Колубари. Друга карта која означава Палеж, и то као паланку (Palanca Paleche), носи име Околина Београда (Les environs de Belgrad). Њу је на лицу места цртао француски инжењер Де Масар и цртана је између 1696. и 1698. године, а објављена у Паризу 1717. године. На њој је, вероватно грешком, Палеж приказан на супротној страни Саве (у Срему).

### Период хабзбуршке управе (1718—1739)
Пожаревачким миром (21. јула 1718) предели између Саве, Дрине, Западне Мораве, Тимока и Дунава припали су Хабзбуршкој Монархији. Хабзбуршка администрација је формирала Привремену војну управу у Београду, која је управљала новоосвојеном облашћу, подељеном у петнаест војних дистриката, међу којима се налазио и Палешки дистрикт.
Привремена војна управа у Београду замењена је 1720. администрацијом новооснованог Краљевства Србије. За провизора Палешког дистрикта тада је постављен Јохан Георг Штромајер. Њему су били потчињени ишпан и два иберрајтера.
Године 1721. је објављен попис Краљевства Србије. Подаци о самом Палежу нису доступни, али су доступни подаци о Палешком дистрикту.
| категорија                                  | износ |
| ------------------------------------------- | ----- |
| сесија (домаћинстава)                       | 362   |
| турских сесија                              | 0     |
| ожењене браће са уделом у домаћинству       | 51    |
| неожењене браће са уделом у домаћинству     | 10    |
| ожењених синова са уделом у домаћинству     | 3     |
| ухлебљених синова изнад 12 година           | 27    |
| ухлебљених синова испод 12 година           | 282   |
| кћери изнад 12 година                       | 12    |
| кћери испод 12 година                       | 199   |
| укућана                                     | 28    |
| ожењених синова са уделом у домаћинству     | 34    |
| коња                                        | 111   |
| ждребади                                    | 51    |
| волова за вучу                              | 348   |
| крава за мужу                               | 526   |
| трогодишње јунади                           | 115   |
| двогодишње јунади                           | 383   |
| телади                                      | 472   |
| свиња                                       | 1505  |
| прасади                                     | 1057  |
| крмача                                      | 274   |
| оваца                                       | 383   |
| сопствених орезаних винограда најбоље класе | 190,5 |
| сопствених орезаних винограда средње класе  | 0     |
| сопствених орезаних винограда најгоре класе | 40,5  |
| новозасађених орезаних винограда            | 24    |
| турских орезаних винограда најбоље класе    | 0     |
| турских орезаних винограда средње класе     | 0     |
| турских орезаних винограда најгоре класе    | 0     |
| сопствених јутара пшенице                   | 405,5 |
| турских јутара пшенице                      | 0     |
| јутара кукуруза                             | 6     |
| сопствених јутара јечма или зоби            | 96    |
| турских јутара јечма или зоби               | 0     |
| сопствених јутара кукуруза                  | 300   |
| турских јутара кукуруза                     | 0     |
| сопствених јутара боба или проса            | 24,5  |
| турских јутара проса                        | 0     |
| јутара дувана                               | 0     |
| новозаузетих јутара                         | 230   |
| јутара новозаметнутих кошница               | 2459  |
| млинова на сувом                            | 0     |
| сопствених млинова на води                  | 19    |
| турских млинова на води                     | 0     |
| казана за ракију                            | 3     |
| удовица са имовином                         | 4     |
| сопствених ливада                           | 481   |
| турских ливада                              | 0     |
| сопствених, заузетих дућана                 | 0     |
| сопствених, празних дућана                  | 0     |
| турских, заузетих дућана                    | 0     |
| турских, празних дућана                     | 0     |
| гостионица                                  | 0     |
| касапница                                   | 0     |

У то време су почели напори да се Београд обнови и измени по западноевропском моделу. Због тога је дрво постало изузетно тражен материјал. За шумарског надгледника за области Шапца и Палежа је 8. јуна 1722. постављен Матузалем Унгар, са годишњом платом од 100 форинти. Између 1724. и 1726. управо је из Палежа допремана највећа количина грађевинског дрвета за Београд. У те три године је превезено 47.549 хвати дрвне грађе. За тај посао новац су добијали: Петар Херцеговић, Мисрарош Јанош, Тос Мишко, Мандор Јошка, Антон Холонеса, Ноит Хечи, Срабо Марти, Верес Јанош, Ханс Вебер, Отруба Марчи и Кечкемет Андраш.
Палешки дистрикт је био први у Краљевству Србији по пчеларству. На име десетка на мед становници овог дистрикта су 1722. године платили 362 форинте и 12 крајцара.
Једна од испостава Главне царинске управе Краљевства Србије налазила се у Палежу. Ова царинарница, уз београдску, била је једина у Србији која је имала независно чиновништво. Цариник и одговорни за речни саобраћај на почетку хабзбуршке управе био је Јохан Георг Михалис са платом од 150 форинти годишње. Као управник царине 1730. године помиње се ишпан Адам Ердељи. Током 1730/1731. царина у Палежу тражила је поправку државног преноћишта у ком су боравили њени службеници. Године 1732. управник палешке царине био је Ернст Хекел.
Накнада Главној царинској управи за речни превоз од Београда до Палежа стајала је 2,40 форинти.
Иако нису имали дозволу власти да се населе у унутрашњост Краљевства Србије, Јевреји су то ипак чинили. Њихово присуство забележено је и у Палежу. Палеж су насељавали и римокатолици: према извештају београдских капуцина из 1726. године у Палежу је било 30 римокатолика. Према извештају из 1738. године, који је сачинио београдски бискуп Франц Антон фон Ваграјн, у Палежу је боравило 36 римокатолика.

### Други период османске власти (1739—1804)
Београдским миром (18. септембра 1739) територија хабзбуршке Србије је поново потпала под османску власт. Палеж је постао део Смедеревског санџака.
Током овог периода Палеж, као паланка, је имао посаду од 80 војника, по 40 мустахфиза и фарисана. Оволики број сталних стражара био је стратешким положајем Палежа на путу Београд-Шабац. Диздар Палежа се помиње свега једном, али са чак 10 службеника, неуобичајено великим бројем за тадашње прилике.
На хабзбуршким картама 1778. године се први пут јављају Велики и Мали Палеж. Према истој карти, Велики Палеж је био насеље које су чиниле две целине. Од те до 1791. године све карте показују два Палежа, с тим да је Велики Палеж уцртаван на самој левој обали Колубаре, док је Мали Палеж уцртаван или на левој обали Тамнаве или у њеној близини. Једна хабзбуршка карта из 1788. године има код Великог Палежа уцртан Манастир Палеж (Kloster Palesch). Друга карта, из 1791. има уцртан знак за цркву или манастир на самом месту Великог Палежа, вероватно грешком.
За разлику од хабзбуршких карата, хабзбуршки обавештајци с краја 18. века поменули су само један Палеж, који означавају као село (Dorf Palesch) или варош (Markt Palesch). У извештају потпоручника Јозефа Паула Митесера из 1784. године, Палеж је имао 21 турску кућу и 1 сасвим трошну џамију. Поред саме реке налазиле су се две поприлично добро очуване зграде, кафана и штала за 50 коња. Турске куће су биле сасвим трошне и нису личиле на оне у другим варошима и биле су мање простране, изузев 2-3. Према истом извештају, место се налазило између Колубаре и Тамнаве, у равници обраслој жбуњем; њиме се, према Митесеру, с мислођинских висова може лако доминирати. Међутим, на путу према Стублинама, Митесер је поменуо Палеж као Велики Палеж, што вероватно значи да је знао и за постојање Малог Палежа. Исте године је Палежом прошао и заставник Иван Перетић. Он је забележио да је Палеж имао 24 турске куће и 1 џамију, те да је варош била у лошем стању. Оба наведена обавештајца су забележила да су Колубаром од Палежа до Саве могли пловити бродови исте величине као они на Сави.
Хабзбуршки картографски материјал даје још нешто података. Карта из 1778. приказује да је Велики Палеж имао 2 сокака који су се укрштали код центра насеља, док је Мали Палеж имао само један сокак који се пружао кроз цело насеље, док је други велики сокак ишао само западном половином насеља, завршавајући се укрштањем са главним сокаком. Велики Палеж је имао уцртаних 20 кућа, док је Мали Палеж имао 16. Карта из 1788. показује само један велики сокак у Великом Палежу, који је ишао дужином насеља и на ком се налазила џамија, готово на самој обали Колубаре. Мали Палеж је имао такође само један велики сокак, који је ишао дужином насеља. Према карти, Велики Палеж је имао 30 кућа, а Мали 21. Уколико су ове карте прецизне у размери, Велики Палеж је био дуг 560, а широк 320 m. Мали Палеж је био дуг 240 m. Раздаљина између два насеља била је 1360 m, а раздаљина између Великог Палежа и ушћа Колубаре у Саву је износила 2640 m.
Према Мемоарима Матеје Ненадовића, по избијању рата између Османског царства и Хабзбуршке монархије 1787. године, кнез Алекса Ненадовић је добио наредбу од ваљевских Турака да обезбеди страже на Сави између Палежа и Ушћа, добивши оружје за 100 људи. У исто време је, према Мемоарима, муслиманско становништво Палежа избегло из града према Ужицу, Соколу и Босни.
У оквиру сукоба између јаничара с простора Смедеревског санџака и султанових трупа, заповедник јаничара Кара Хасан је 1792. победио војску послату из Босанског ејалета код Палежа.

## Демографија
У насељу Обреновац живи 18873 пунолетна становника, а просечна старост становништва износи 38,2 година (37,2 код мушкараца и 39,2 код жена). У насељу има 7752 домаћинства, а просечан број чланова по домаћинству је 3,01.
Ово насеље је великим делом насељено Србима (према попису из 2002. године), а у последња три пописа, примећен је пораст у броју становника.
|             | \| Демографија[26] \| Демографија[26] \| Демографија[26] \| \| Година \| Становника \| Становника \| \| --------------- \| --------------- \| --------------- \| \| 1948. \| 4.677 \| \| \| 1953. \| 5.478 \| \| \| 1961. \| 6.991 \| \| \| 1971. \| 13.141 \| \| \| 1981. \| 16.821 \| \| \| 1991. \| 22.180 \| 21.664 \| \| 2002. \| 23.620 \| 24.294 \| \| 2011. \| 25.429 \| \| \| 2022. \| 25.380 \| \| |            |
| Демографија | |            |
| Година      | Становника | Становника |
| 1948.       | 4.677 |            |
| 1953.       | 5.478 |            |
| 1961.       | 6.991 |            |
| 1971.       | 13.141 |            |
| 1981.       | 16.821 |            |
| 1991.       | 22.180 | 21.664     |
| 2002.       | 23.620 | 24.294     |
| 2011.       | 25.429 |            |
| 2022.       | 25.380 |            |

| Етнички састав према попису из 2002.‍ | Етнички састав према попису из 2002.‍ | Етнички састав према попису из 2002.‍ | Етнички састав према попису из 2002.‍ | Етнички састав према попису из 2002.‍ |
| ------------------------------------ | ------------------------------------ | ------------------------------------ | ------------------------------------ | ------------------------------------ |
|                                      |                                      |                                      |                                      |                                      |
| Срби                                 | Срби                                 |                                      | 22.074                               | 93,45%                               |
| Роми                                 | Роми                                 |                                      | 364                                  | 1,54%                                |
| Црногорци                            | Црногорци                            |                                      | 208                                  | 0,88%                                |
| Југословени                          | Југословени                          |                                      | 142                                  | 0,60%                                |
| Хрвати                               | Хрвати                               |                                      | 82                                   | 0,34%                                |
| Македонци                            | Македонци                            |                                      | 75                                   | 0,31%                                |
| Румуни                               | Румуни                               |                                      | 36                                   | 0,15%                                |
| Муслимани                            | Муслимани                            |                                      | 28                                   | 0,11%                                |
| Бугари                               | Бугари                               |                                      | 22                                   | 0,09%                                |
| Мађари                               | Мађари                               |                                      | 17                                   | 0,07%                                |
| Руси                                 | Руси                                 |                                      | 14                                   | 0,05%                                |
| Словенци                             | Словенци                             |                                      | 10                                   | 0,04%                                |
| Бошњаци                              | Бошњаци                              |                                      | 10                                   | 0,04%                                |
| Албанци                              | Албанци                              |                                      | 9                                    | 0,03%                                |
| Горанци                              | Горанци                              |                                      | 6                                    | 0,02%                                |
| Буњевци                              | Буњевци                              |                                      | 4                                    | 0,01%                                |
| Украјинци                            | Украјинци                            |                                      | 3                                    | 0,01%                                |
| Немци                                | Немци                                |                                      | 2                                    | 0,00%                                |
| Чеси                                 | Чеси                                 |                                      | 1                                    | 0,00%                                |
| Словаци                              | Словаци                              |                                      | 1                                    | 0,00%                                |
| Русини                               | Русини                               |                                      | 1                                    | 0,00%                                |
| непознато                            | непознато                            |                                      | 228                                  | 0,96%                                |

| \| \| м \| \| \| ж \| \| ? \| 79 \| \| \| 73 \| \| 80+ \| 87 \| \| \| 211 \| \| 75—79 \| 225 \| \| \| 317 \| \| 70—74 \| 348 \| \| \| 538 \| \| 65—69 \| 583 \| \| \| 629 \| \| 60—64 \| 585 \| \| \| 623 \| \| 55—59 \| 548 \| \| \| 592 \| \| 50—54 \| 939 \| \| \| 965 \| \| 45—49 \| 1.085 \| \| \| 1.137 \| \| 40—44 \| 846 \| \| \| 1.029 \| \| 35—39 \| 668 \| \| \| 834 \| \| 30—34 \| 702 \| \| \| 772 \| \| 25—29 \| 850 \| \| \| 908 \| \| 20—24 \| 965 \| \| \| 957 \| \| 15—19 \| 909 \| \| \| 927 \| \| 10—14 \| 726 \| \| \| 697 \| \| 5—9 \| 649 \| \| \| 568 \| \| 0—4 \| 526 \| \| \| 523 \| \| Просек : \| 37,2 \| \| \| 39,2 \| |       |  |  |       |
| |       |  |  |       |
| | м     |  |  | ж     |
| ? | 79    |  |  | 73    |
| 80+ | 87    |  |  | 211   |
| 75—79 | 225   |  |  | 317   |
| 70—74 | 348   |  |  | 538   |
| 65—69 | 583   |  |  | 629   |
| 60—64 | 585   |  |  | 623   |
| 55—59 | 548   |  |  | 592   |
| 50—54 | 939   |  |  | 965   |
| 45—49 | 1.085 |  |  | 1.137 |
| 40—44 | 846   |  |  | 1.029 |
| 35—39 | 668   |  |  | 834   |
| 30—34 | 702   |  |  | 772   |
| 25—29 | 850   |  |  | 908   |
| 20—24 | 965   |  |  | 957   |
| 15—19 | 909   |  |  | 927   |
| 10—14 | 726   |  |  | 697   |
| 5—9 | 649   |  |  | 568   |
| 0—4 | 526   |  |  | 523   |
| Просек : | 37,2  |  |  | 39,2  |

| Година пописа     | 1948. | 1953. | 1961. | 1971. | 1981. | 1991. | 2002. |
| ----------------- | ----- | ----- | ----- | ----- | ----- | ----- | ----- |
| Број домаћинстава | 1.446 | 1.700 | 2.210 | 4.151 | 5.374 | 6.838 | 7.752 |

| Број чланова      | 1     | 2     | 3     | 4     | 5   | 6   | 7  | 8  | 9  | 10 и више | Просек |
| ----------------- | ----- | ----- | ----- | ----- | --- | --- | -- | -- | -- | --------- | ------ |
| Број домаћинстава | 1.365 | 1.745 | 1.649 | 2.025 | 594 | 247 | 82 | 27 | 10 | 8         | 3,01   |

| Пол    | Укупно | Неожењен/Неудата | Ожењен/Удата | Удовац/Удовица | Разведен/Разведена | Непознато |
| ------ | ------ | ---------------- | ------------ | -------------- | ------------------ | --------- |
| Мушки  | 9.419  | 3.006            | 5.653        | 361            | 349                | 50        |
| Женски | 10.512 | 2.609            | 5.754        | 1.441          | 673                | 35        |
| УКУПНО | 19.931 | 5.615            | 11.407       | 1.802          | 1.022              | 85        |

| Пол    | Укупно                    | Пољопривреда, лов и шумарство | Рибарство                            | Вађење руде и камена | Прерађивачка индустрија       |
| ------ | ------------------------- | ----------------------------- | ------------------------------------ | -------------------- | ----------------------------- |
| Мушки  | 4.543                     | 172                           | 0                                    | 11                   | 918                           |
| Женски | 3.521                     | 98                            | 0                                    | 4                    | 573                           |
| Укупно | 8.064                     | 270                           | 0                                    | 15                   | 1.491                         |
|        |                           |                               |                                      |                      |                               |
| Пол    | Производња и снабдевање   | Грађевинарство                | Трговина                             | Хотели и ресторани   | Саобраћај, складиштење и везе |
| Мушки  | 1.293                     | 274                           | 542                                  | 93                   | 292                           |
| Женски | 316                       | 75                            | 664                                  | 119                  | 132                           |
| Укупно | 1.609                     | 349                           | 1.206                                | 212                  | 424                           |
|        |                           |                               |                                      |                      |                               |
| Пол    | Финансијско посредовање   | Некретнине                    | Државна управа и одбрана             | Образовање           | Здравствени и социјални рад   |
| Мушки  | 30                        | 149                           | 292                                  | 116                  | 82                            |
| Женски | 110                       | 122                           | 218                                  | 359                  | 516                           |
| Укупно | 140                       | 271                           | 510                                  | 475                  | 598                           |
|        |                           |                               |                                      |                      |                               |
| Пол    | Остале услужне активности | Приватна домаћинства          | Екстериторијалне организације и тела | Непознато            | Непознато                     |
| Мушки  | 236                       | 0                             | 0                                    | 43                   | 43                            |
| Женски | 177                       | 7                             | 1                                    | 30                   | 30                            |
| Укупно | 413                       | 7                             | 1                                    | 73                   | 73                            |

### Познати Обреновчани
- Живојин Перић (1868–1953), правник и политичар, дописни члан САНУ
- Влада Аксентијевић, (1916–1942), народни херој
- Бора Марковић (1907–1941), учесник Народноослободилачке борбе и народни херој Југославије.
- Владан Батић (1949–2010), адвокат
- Миладин Тошић (1944), песник
- Весна Алексић, (1958), књижевница
- Владимир Андрић (1944), писац, драматург, редитељ
- Драган Бабић Драгуца (1950), писац, сценариста и кантаутор
- Бранимир Несторовић (1954), педијатар, пнеумолог и алерголог
- Спасоје Шејић (1948–1989), писац
- Гордана Бјелица (1959), српска филмска, позоришна и телевизијска глумица
- Маја Сабљић (1960), српска филмска, позоришна и телевизијска глумица
- Слађа Алегро (1979), српска поп-фолк певачица
- Кисмо Лесмо, српски репер
- Милан Станковић (1987), српски поп певач

## Основне и средње обреновачке школе

### Основне школе
- ОШ „Јован Јовановић Змај”
- Прва обреновачка основна школа
- ОШ „Јефимија”
- ОШ „Посавски партизани”
- ОШ „14. октобар”
- ОШ „Никола Тесла” Скела
- ОШ „Живојин Перић”
- ОШ „Грабовац”
- ОШ „Дражевац”
- ОШ „Љубомир Аћимовић”

### Средње школе
- Гимназија у Обреновцу
- Пољопривредно-хемијска школа Обреновац
- Техничка школа Обреновац

## Јавни градски саобраћај
Јавни градски саобраћај у Обреновцу обавља се аутобусима СП Ласта и СП Банбус, унутар интегрисаног тарифног система. Систем линија има два подсистема, локалне линије, које почињу и завршавају се на територији општине Обреновац, као и три приградске линије, које повезују Обреновац са Београдом:
- 860 Београд — Обреновац
- 860Е Београд — Обреновац, експрес
- 861А Београд — Мала Моштаница — Обреновац

## Старе разгледнице
Старе разгледнице Обреновца су разгледнице које су се појављивале у периоду од почетка двадесетог века до Другог светског рата.
Појава сликовне грађе донела је нов вид документовања прошлости одређене епохе, као и могућности за различита историјска, урбанистичка, архитектонска, културолошка и друга истраживања локалне средине. Међу сликовном грађом посебно се истичу разгледнице.
- Хотел Босна у Обреновцу
- Парна стругара и аутоматски млин Митра Симовића
- Аутомобил на улицама Обреновца
- Пристаниште на Сави, на Забрежју поред Обреновца
- Билетарница на Забрежју, поред Обреновца

Обреновац је своје прве разгледнице имао већ на почетку 20. века. Разлози њиховог тако раног појављивања, убрзо за знатно већим градовима у Србија, вероватно леже у чињеници да је тај период обележио убрзани развој Обреновац у свим областима. Имао је, дакле, Обреновац и потребу и интерес да се подичи и прикаже и на разгледницама. Број становника тадашњег Обреновца био је нешто мањи од 3000, што га је чинило једном од највећих варошица у Краљевина Србија. Био је јак трговачки и занатски центар и погранично транзитно место. Стицање статуса бањског места 1899. године иницирао је развој бањског туризма и долазак првих посетилаца бање, што је такође могло утицати на потребу да се израде разгледница које би они слали својим пријатељима и рођацима.
За израду првих разгледница коришћене су технике цртежа, акварела и фотографије (које су обично у припреми за штампу биле обрађене исецањем, додавањем, доцртавањем позадине, ретуширањем...). У периоду од 1895. до 1914. године разгледнице су штампане у техникама литографије, хроматографије, колотипије и аутотипије, у једној, две или више боја. Једнобојне су најчешће биле црно-беле, у браон, зеленим, плавим и тоновима других боја. Има случајева да су исте серије рађене у више различитих једнобојних тонова. Разгледнице у више боја су колорисане на различите начине.
Издавачи првих разгледница су били књижари и штампари, док су се њиховом продајом бавили и трговци, ситничари и дуванџије.
На основу визуелног садржаја на аверсној страни, разгледнице се деле на: топографске, разгледнице са сценама и догађајима, портретне, рекламне и пропагандне, разгледнице са репродукцијама и остале.
Колекција дигитализованих старих разгледница Обреновца налази се на сајту Библиотека „Влада Аксентијевић“ Обреновац

## Месне заједнице
1. Дудови
2. Рвати
3. II Месна заједница
4. III Месна заједница
5. Барич
6. Бело Поље
7. Велико Поље
8. Вукићевица
9. Грабовац
10. Дражевац
11. Дрен
12. Забрежје
13. Звечка
14. Јасенак
15. Конатице
16. Кртинска
17. Љубинић
18. Мала Моштаница
19. Мислођин
20. Орашац
21. Пироман
22. Бровић
23. Пољане
24. Ратари
25. Бргулице
26. Скела
27. Стублине
28. Трстеница
29. Уровци
30. Ушће
31. Баљeвац

## Галерија
- Робна кућа
- Сплав на реци Сава
- Спортско-културни центар
- Црква св.Тројице (19.век)
- Обреновац - центар